# Percy Bradley
Percy Bradley (25 tháng 8 năm 1887 – 1967) là một cầu thủ bóng đá người Anh thi đấu ở vị trí thủ môn.